# Meriania dentata
Meriania dentata är en tvåhjärtbladig växtart som beskrevs av Célestin Alfred Cogniaux. Meriania dentata ingår i släktet Meriania och familjen Melastomataceae. Inga underarter finns listade i Catalogue of Life.